# Virunga
Virunga es un documental del año 2014 dirigido por Orlando von Einsiedel. La película se estrenó en el Festival de Cine de Tribeca el 17 de abril de 2014: se centra en el trabajo de conservación de un grupo de guardabosques dentro del Parque nacional Virunga, y la actividad de una compañía británica, Soco International, que comenzó con la exploración de petróleo dentro de la reserva, Patrimonio de la humanidad de la UNESCO en abril de 2014. Desde que se emitió en Netflix, fue nominado a un premio de la academia por mejor documental. 

## Sinopsis
El documental cuenta la historia de cuatro personas: André Bauma, cuidador de gorilas; Rodrigue Mugaruka Katembo, líder de los guardabosques; Emmanuel de Merode, director-jefe; y Mélanie Gouby, periodista de investigación. Los cuatro luchan para proteger el Parque nacional de Virunga, ubicado en la República Democrática del Congo, hogar de los últimos gorilas de montaña del  mundo. Se enfrentan a la guerra, la caza furtiva, y la amenaza de la exploración de petróleo. El film también se centra en la belleza natural y la biodiversidad de Virunga, así como en los problemas políticos y económicos que rodean la exploración de petróleo y el conflicto armado en la región.

## Producción
La producción del film empezó en 2012, cuando Von Einsiedel viajó hacia el Parque nacional de Virunga en la República Democrática del Congo. La intención era documentar el progreso positivo que habían realizado las autoridades del parque para alentar el turismo y el desarrollo en la región. Sin embargo, después de tres semanas de haber llegado a Virunga, el conflicto del este del Congo empezó en abril de 2012, lo que cambió el enfoque principal del film hacia el conflicto emergente.
Von Einsiedel colaboró con los oficiales del parque y la periodista francesa Mélanie Gouby para investigar el rol de la compañía británica petrolera Soco International, y las actividades que había realizado en la zona. La filmación encubierta parecía mostrar a representantes de Soco sobornando a los guardabosques.
Soco International negó rotundamente las acusaciones hechas en el documental.

## Estreno
Virunga se estrenó en el Festival de cine de Tribeca, el 17 de abril de 2014 en Nueva York, dos días después de que el director del Parque nacional de Virunga, Emmanuel de Merode, fuera tiroteado por pistoleros no identificados en la carretera de la ciudad de Goma a la sede del parque en Rumangabo. De Merode sobrevivió al ataque y, con gran valentía, asistió al estreno de Virunga.
La película fue proyectada en múltiples festivales internacionales, incluyendo los de Hot Docs y DOXA (Canadá); Docville en Lovaina, Bélgica; en los EE. UU., en Little Rock Film Festival en Arkansas, Mountainfilm en Colorado, AFI Docs en Washington D. C., Traverse City Film Festival, en Míchigan. El estreno británico de la película fue en el Edinburgh International Film Festival en junio del 2014.
El 28 de julio de 2014, se anunció que Netflix tendría los derechos exclusivos del documental, el cual se publicó el 7 de noviembre.

## Recepción

### Crítica
Virunga ha recibido una aclamación casi universal por críticos. La opinión de Rotten Tomatoes señala que el 100 % de las críticas hacia la película tuvo un índice de audiencia "recio", basado en 7 críticas con una puntuación media de 8,6/10. Metacritic, otra revisión anexa, asigna a la película una puntuación media de 96 (de 100), basada en 4 críticas de los críticos más reconocidos, considerando ser un "aclamado universal". Hoy en día es una de las películas con mayor audiencia local.
Jeannette Catsoulis, que escribe para The New York Times, consideró la película como "extraordinaria", mientras que en Los Angeles Times, el crítico de cine Sheri Linden describe Virunga como un "informe de investigación urgente y de drama inolvidable (...) una obra de ternura, desgarradora y suspense impactante". Ronnie Scheib escribió para Variety que Virunga es un "documental extraordinario" con "suficiente acción, tristeza, suspenso, villanos, héroes y gorilas en peligro de extinción de una docena de películas de ficción". Tom Roston escribió para PBS's POV blog que "Virunga es el mejor documental que haya visto este año."

### Premios
Virunga ganó numerosos premios, incluyendo al mejor largometraje documental en DOXA el festival de documentales en Vancouver, Canadá; the Award or International Emerging Filmmaker at Hot Docs in Toronto; the Golden Rock Documentary Award en el Festival de cine de Little Rock. Fue nominada mejor documental en el Festival de Tribeca y para un premio de la academia como mejor documental en los 87.º premios de la Academia del 2014.

## Impacto
Las alegaciones hechas en el documental contra Soco International y apoyados por la organizaciones no gubernamental locales y la sociedad civil que trabaja dentro y cerca del Parque nacional de Virunga incrementaron la presión a la compañía para poner fin a su búsqueda de explotación de petróleo y de esta forma se busca proteger un lugar declarado Patrimonio de la Humanidad. El 11 de junio de 2014, Soco International y el WWF anunciaron una declaración en el cual la compañía petrolera se compromete a “no emprender ninguna exploración ni perforación dentro del Parque nacional de Virunga, al menos que la UNESCO y el gobierno de la República Democrático del Congo estén de acuerdo con que tales actividades no son incompatibles con su estatus de Patrimonio de la Humanidad”. Esto fue ampliamente citado como una victoria de la WWF, el cual realizó una larga campaña para que Soco International abandonara la región; en esta victoria, se les dio también crédito a los cineastas del documental. Sin embargo, hay una fuerte preocupación acerca de la credibilidad del acuerdo, planteada por los cineastas junto con las otras organizaciones como las ONG Global Witness, Human Rights Watch y las organizaciones locales civiles.
Ejecutivos del World Wildlife Fund reconocen ahora que la batalla del Parque nacional Virunga está apenas terminando. Soco aún tiene que renunciar a sus permisos o comprometerse a una retirada incondicional… “Ellos están dejando la puerta abierta” dijo Zach Abraham, el director de campañas globales WWF. El 13 de marzo de 2015, la BBC informó de que la República Democrática del Congo quiere redibujar los límites de Virunga, para permitir la explotación petrolera.